# Foggia Calcio 1996-1997
Questa pagina raccoglie le informazioni riguardanti il Foggia Calcio nelle competizioni ufficiali della stagione 1996-1997.

## Stagione
Nella stagione 1996-1997 il Foggia allenato da Tarcisio Burgnich disputa il campionato cadetto, con 48 punti ottiene l'undicesimo posto. Compie un percorso molto regolare, con 24 punti ottenuti sia all'andata ché nel girone di ritorno. Sempre lontano dalle zone nobili, ma anche da quelle pericolose della classifica, raggiungendo comunque l'obiettivo stagionale di mantenere la categoria. Nella Coppa Italia i satanelli vanno subito fuori nel derby pugliese con la Fidelis Andria, che si impone (3-0) sul campo di Barletta.

## Rosa
| N. |                      | Ruolo | Calciatore          |
| -- | -------------------- | ----- | ------------------- |
| 29 | Svezia (bandiera)    | A     | Jonas Axeldal       |
|    | Danimarca (bandiera) | C     | Lennart Bak         |
| 15 | Italia (bandiera)    | C     | Federico Bettoni    |
|    | Italia (bandiera)    | C     | Oberdan Biagioni    |
| 23 | Italia (bandiera)    | D     | Paolo Bianco        |
| 8  | Italia (bandiera)    | C     | Giuseppe Brescia    |
| 28 | Italia (bandiera)    | C     | Mauro Briano        |
| 9  | Italia (bandiera)    | A     | Vincenzo Chianese   |
| 11 | Italia (bandiera)    | A     | Roberto Colacone    |
|    | Italia (bandiera)    | C     | Giuseppe Colucci    |
| 25 | Italia (bandiera)    | C     | Gianluca De Angelis |
| 17 | Italia (bandiera)    | D     | Giuseppe Di Bari    |
| 26 | Italia (bandiera)    | A     | Sergio Di Corcia    |
| 21 | Italia (bandiera)    | A     | David Di Michele    |

| N. |                     | Ruolo | Calciatore            |
| -- | ------------------- | ----- | --------------------- |
| 27 | Slovenia (bandiera) | D     | Robert Englaro        |
|    | Italia (bandiera)   | D     | Massimiliano Giacobbo |
| 1  | Italia (bandiera)   | P     | Francesco Mancini     |
| 13 | Italia (bandiera)   | D     | Vincenzo Matrone      |
| 2  | Italia (bandiera)   | D     | Salvatore Monaco      |
| 6  | Italia (bandiera)   | C     | Damiano Moscardi      |
| 12 | Italia (bandiera)   | P     | Paolo Orlandoni       |
| 20 | Italia (bandiera)   | D     | Joseph Dayo Oshadogan |
|    | Italia (bandiera)   | C     | Leonardo Palmieri     |
| 14 | Italia (bandiera)   | D     | Aniello Parisi        |
| 3  | Italia (bandiera)   | D     | Massimiliano Tangorra |
| 4  | Italia (bandiera)   | C     | Giovanni Tedesco      |
| 7  | Italia (bandiera)   | C     | Andrea Zanchetta      |
| 31 | Italia (bandiera)   | D     | Giuseppe Zelano       |

## Risultati

### Campionato

#### Girone di andata
| Arbitro: | Bolognino (Milano) |

|                                       |           |  |
| A. Pirri 9’ (rig.) Tudisco 80’ (rig.) | Marcatori |  |

| Arbitro: | Pin (Conegliano) |

|                                   |           |  |
| Chianese 7’ S. Melotti 25’ (aut.) | Marcatori |  |

| Arbitro: | Treossi (Forlì) |

|                           |           |              |
| Francioso 20’, 90’ (rig.) | Marcatori | 15’ Colacone |

| Arbitro: | Borriello (Mantova) |

|                |           |                 |
| Di Michele 70’ | Marcatori | 52’ Lantignotti |

| Arbitro: | Pellegrino (Barcellona Pozzo di Gotto) |

|                                                  |           |  |
| F. Giampaolo 12’, 44’ (rig.) Greco 45’ Sullo 89’ | Marcatori |  |

| Arbitro: | Ercolino (Cassino) |

|                              |           |  |
| Di Michele 14’ Zanchetta 74’ | Marcatori |  |

| Arbitro: | Lana (Torino) |

|                    |           |  |
| Circati 14’ (aut.) | Marcatori |  |

| Arbitro: | Preschern (Mestre) |

|               |           |  |
| Valentini 78’ | Marcatori |  |

| Arbitro: | Sirotti (Forlì) |

|              |           |            |
| Zanchetta 9’ | Marcatori | 19’ Vasari |

| Arbitro: | Tombolini (Ancona) |

|                    |           |                           |
| Zauli 25’ Mero 37’ | Marcatori | 15’ Colacone 52’ Chianese |

| Arbitro: | Branzoni (Pavia) |

|                                                  |           |                                                   |
| Chianese 82’ (rig.) Zanchetta 88’ Di Michele 90’ | Marcatori | 50’ Cristallini 63’, 70’ Cammarata 83’ Scarchilli |

| Arbitro: | Serena (Bassano del Grappa) |

|               |           |  |
| Zanchetta 81’ | Marcatori |  |

| Arbitro: | Rossi (Ciampino) |

|                  |           |             |
| G. Bresciani 72’ | Marcatori | 76’ Bettoni |

| Arbitro: | Piretti (Ravenna) |

|                                                    |           |  |
| Cappellini 42’ (rig.) Dal Moro 45’ Martuscello 80’ | Marcatori |  |

| Foggia 22 dicembre 1996 15ª giornata | Foggia             | 0 – 0 | Cesena | Stadio Pino Zaccheria\| Arbitro: \| Ercolino (Cassino) \| |
| Arbitro:                             | Ercolino (Cassino) |       |        |                                                           |

| Arbitro: | Pin (Conegliano) |

|  |           |               |
|  | Marcatori | 90’ Zanchetta |

| Arbitro: | Stafoggia (Pesaro) |

|                  |           |                          |
| Gio. Tedesco 71’ | Marcatori | 25’ Campolonghi 34’ Doni |

| Arbitro: | Farina (Novi Ligure) |

|            |           |                               |
| Di Vaio 5’ | Marcatori | 58’ (aut.), 66’ (aut.) Zanchi |

| Foggia 26 gennaio 1997 19ª giornata | Foggia            | 0 – 0 | Chievo | Stadio Pino Zaccheria\| Arbitro: \| Piretti (Ravenna) \| |
| Arbitro:                            | Piretti (Ravenna) |       |        |                                                          |

#### Girone di ritorno
| Arbitro: | Ceccarini (Livorno) |

|                           |           |  |
| Zanchetta 21’ Axeldal 28’ | Marcatori |  |

| Arbitro: | Serena (Bassano del Grappa) |

|              |           |                                                |
| Pistella 36’ | Marcatori | 10’ De Angelis 51’ (rig.) Colacone 70’ Axeldal |

| Foggia 16 febbraio 1997 22ª giornata | Foggia            | 0 – 0 | Lecce | Stadio Pino Zaccheria\| Arbitro: \| Beschin (Legnago) \| |
| Arbitro:                             | Beschin (Legnago) |       |       |                                                          |

| Padova 23 febbraio 1997 23ª giornata | Padova             | 0 – 0 | Foggia | Stadio Euganeo\| Arbitro: \| Dagnello (Trieste) \| |
| Arbitro:                             | Dagnello (Trieste) |       |        |                                                    |

| Foggia 2 marzo 1997 24ª giornata | Foggia          | 0 – 0 | Pescara | Stadio Pino Zaccheria\| Arbitro: \| Boggi (Salerno) \| |
| Arbitro:                         | Boggi (Salerno) |       |         |                                                        |

| Arbitro: | Bonfrisco (Monza) |

|                      |           |                |
| C. Bellucci 42’, 78’ | Marcatori | 12’ Di Michele |

| Arbitro: | Stafoggia (Pesaro) |

|                                               |           |                              |
| Guidoni 13’ Gioacchini 31’ Alessio 48’ (rig.) | Marcatori | 30’ Matrone 80’ Gio. Tedesco |

| Arbitro: | Serena (Bassano del Grappa) |

|                                      |           |  |
| Gio. Tedesco 50’ Chianese 88’ (rig.) | Marcatori |  |

| Arbitro: | De Santis (Tivoli) |

|  |           |              |
|  | Marcatori | 12’ Colacone |

| Arbitro: | Bolognino (Milano) |

|  |           |                    |
|  | Marcatori | 84’ (rig.) Schwoch |

| Arbitro: | Sirotti (Forlì) |

|                 |           |              |
| Florijancic 81’ | Marcatori | 41’ Colacone |

| Arbitro: | Nucini (Bergamo) |

|  |           |                                  |
|  | Marcatori | 49’, 63’ Di Michele 89’ Chianese |

| Arbitro: | Farina (Novi Ligure) |

|              |           |                       |
| Tangorra 61’ | Marcatori | 29’ Susic 71’ Perovic |

| Foggia 11 maggio 1997 33ª giornata | Foggia            | 0 – 0 | Empoli | Stadio Pino Zaccheria\| Arbitro: \| Bonfrisco (Monza) \| |
| Arbitro:                           | Bonfrisco (Monza) |       |        |                                                          |

| Arbitro: | Nucini (Bergamo) |

|                        |           |                                   |
| Hubner 1’ Agostini 90’ | Marcatori | 45’ (rig.) Colacone 88’ Zanchetta |

| Foggia 18 maggio 1997 35ª giornata | Foggia          | 0 – 0 | Genoa | Stadio Pino Zaccheria\| Arbitro: \| Boggi (Salerno) \| |
| Arbitro:                           | Boggi (Salerno) |       |       |                                                        |

| Arbitro: | Lana (Torino) |

|                                 |           |              |
| Neri 46’ (rig.) G. Bizzarri 64’ | Marcatori | 50’ Chianese |

| Arbitro: | Collina (Viareggio) |

|              |           |             |
| Colacone 78’ | Marcatori | 47’ Ventola |

| Arbitro: | Rossi (Ciampino) |

|             |           |                |
| Cerbone 51’ | Marcatori | 38’ De Angelis |

### Coppa Italia
| Arbitro: | Serena (Bassano del Grappa) |

|                              |           |  |
| Alfieri 62’ Palumbo 70’, 71’ | Marcatori |  |